# Yokusai Iinuma
Yokusai Iinuma (飯沼慾斎 Iinuma Yokusai?,  10 de junio 1782 - 5 de mayo 1865) fue un médico, botánico y destacado profesor japonés.
Iinuma estudió botánica con Ono Ranzan. Hablaba alemán y se especializó en medicina occidental.
En 1856, publicó Sintei Somoku Dzusetsu o Somoku-zusetsu, la primera enciclopedia botánica de Japón que usó la taxonomía linneana.

## Eponimia
- (Asteraceae) Aster iinumae Kitam.[6]
- (Geraniaceae) Geranium iinumai Nakai[7]
- (Orchidaceae) Gymnadenia iinumae Miyabe & Kudô[8]
- (Rosaceae) Fragaria iinumae Makino[9][10]
- (Scrophulariaceae) Euphrasia iinumae Takeda[11]